# شتيفان تسفايغ
شتيفان تسفايغ (بالألمانية: Stefan Zweig) (28 نوفمبر 1881 ـ 22 فبراير 1942) هو أديب وكاتب نمساوي ذو خلفية يهودية. ومن أبرز كتّاب أوروبا في بدايات القرن العشرين.

## حياته
ولد زفايج في فيينا التي كانت عاصمةً لإمبراطورية النمسا-المجر، لأسرة إيدا بريتاور (1854-1938)، وهي ابنة لعائلة مصرفية يهودية، وموريتز تسفايج (1845-1926)، وهو صانع نسيج يهودي ثري.
درس زفايج الفلسفة في جامعة فيينا وفي عام 1904 حصل على درجة الدكتوراه بأطروحته حول "فلسفة إيبوليت تين ".
تزوج تسفايغ من فريدريكه ماريا فون وينترنيتز (ولدت بورغر) في عام 1920 وانفصلا في عام 1938/ وقد نشرت فريدريكه كتابًا عن زوجها السابق بعد وفاته، ونشرت لاحقًا كتابًا ثانيًا مصورًا عن زفايج. وفي أواخر صيف عام 1939، تزوج زفايج من سكرتيرته إليزابيت شارلوته "لوته" ألتمان في باث بإنجلترا.
بلغ تسفايغ شهرة عالمية في عشرينيات وثلاثينيات القرن العشرين، وكان صديقًا لآرثر شنيتزلر وسيغموند فرويد، وحظي بشعبية كبيرة في الولايات المتحدة وأمريكا الجنوبية وأوروبا القارية (بخلاف بريطانيا حيث لم يلق رواجا واسعا).
في فترة ما نُشرت أعماله باللغة الإنجليزية دون موافقته تحت الاسم المستعار "ستيفن برانش" (ترجمة انكليزية لاسم عائلته تسفايغ) عندما كانت المشاعر المعادية لألمانيا تتزايد.
في عام 1934، بعد صعود هتلر إلى السلطة في ألمانيا وقيام نظام النمسا الاتحادية، وهو نظام سياسي استبدادي يُعرف الآن باسم "الفاشية النمساوية"، غادر زفايج النمسا إلى إنجلترا، وعاش أولاً في لندن، ثم انتقل في عام 1939 إلى باث. وقد ورد اسمه في القائمة التي أعدها النازيون ضمن الاستعدادات لعملية أسد البحر لغزو بريطانيا، وفيها أسماء وعناوين من سيلقى القبض عليهم فور غزو الجزر البريطانية، حيث يرد اسمه وعنوانه في بريطانيا في الصفحة 231 مما سمي بالكتاب الأسود.
كان تسفايغ صديقًا مقربًا للموسيقي ريتشارد شتراوس، وقدم له ليبريتو أوبرا " المرأة الصامتة" (بالألمانية: Die schweigsame Frau)، وقد تحدى شتراوس النظام النازي برفضه الموافقة على إزالة اسم تسفايغ من البرنامج في العرض الافتتاحي في دريسدن يوم 24 يونيو 1935، وقد أدى هذا الرفض إلى سحب وزير الدعاية يوزف غوبلز موافقته على الحضور، وإلى حظر الأوبرا نفسها ثلاثة عروض.
تعاون تسفايغ بعد لجوئه إلى بريطانيا مع الكاتب جوزيف غريغور لتزويد شتراوس بنص الأوبرا الثانية "دافنه"(بالألمانية: Daphne) في عام 1937. كما لحن الموسيقي وعازف البيانو هنري جولس الذي فر مثل زفايج إلى البرازيل هربًا من النازيين، قام بتأليف أغنية "قصيدة تسفايغ الأخيرة (بالإسبانية: Último poema de Stefan Zweig)، على أرضية قصيدةبنفس الاسم (بالألمانية: Letztes Gedicht) كتبها تسفايغ في عام 1941 في عيد ميلاده الستين
في عام 1940 عبر تسفايغ وزوجته الثانية المحيط الأطلسي إلى الولايات المتحدة، وسكنا في نيويورك، ثم عاشا لمدة شهرين ضيوفا على جامعة ييل في نيو هيفن، كونيتيكت، قبل استئجار منزل في أوسينينغ في ولاية نيويورك.
في 22 أغسطس 1940، انتقلوا مرة أخرى إلى بتروبوليس في البرازيل، وهي بلدة جبلية يستوطنها ذوو الأصول الألمانية، تقع على بعد 68 كيلومترًا شمال العاصمة ريو دي جانيرو. وهناك كتب كتاب البرازيل أرض المستقبل، وهو مجموعة مقالات عن تاريخ وثقافة البلد، كما طور صداقة وثيقة مع الشاعرة التشيلية غابرييلا ميسترال.
في تلك الفترة كتب زفايج، الذي شعر بالاكتئاب المتزايد بشأن الوضع في أوروبا ومستقبل البشرية، في رسالة إلى الكاتب الفرنسي جول رومان، "تكمن أزمتي الداخلية في أنني غير قادر على التعرف على نفسي في "أنا" جواز السفر، و"نفس" المنفى"، واعتراه اليأس من مستقبل أوروبا وثقافتها.

انتحر مع زوجته في 21 فبراير عام 1942 في منزلهما في بتروبوليس بتناول جرعة كبيرة من الأقراض المنومة، وقد ترك رسالة يشرح فيها أسباب انتحاره، وهي خيبة الأمل واليأس من مستقبل أوروبا ظل انهيار السلام العالمي وويلات الحرب العالمية الثانية، ويشكر حكومة البرازيل حيث انتحر على حسن الضيافة، وقد كتب في ذلك اليوم 192 رسالة وداع بما في ذلك رسالة إلى زوجته الأولى. 

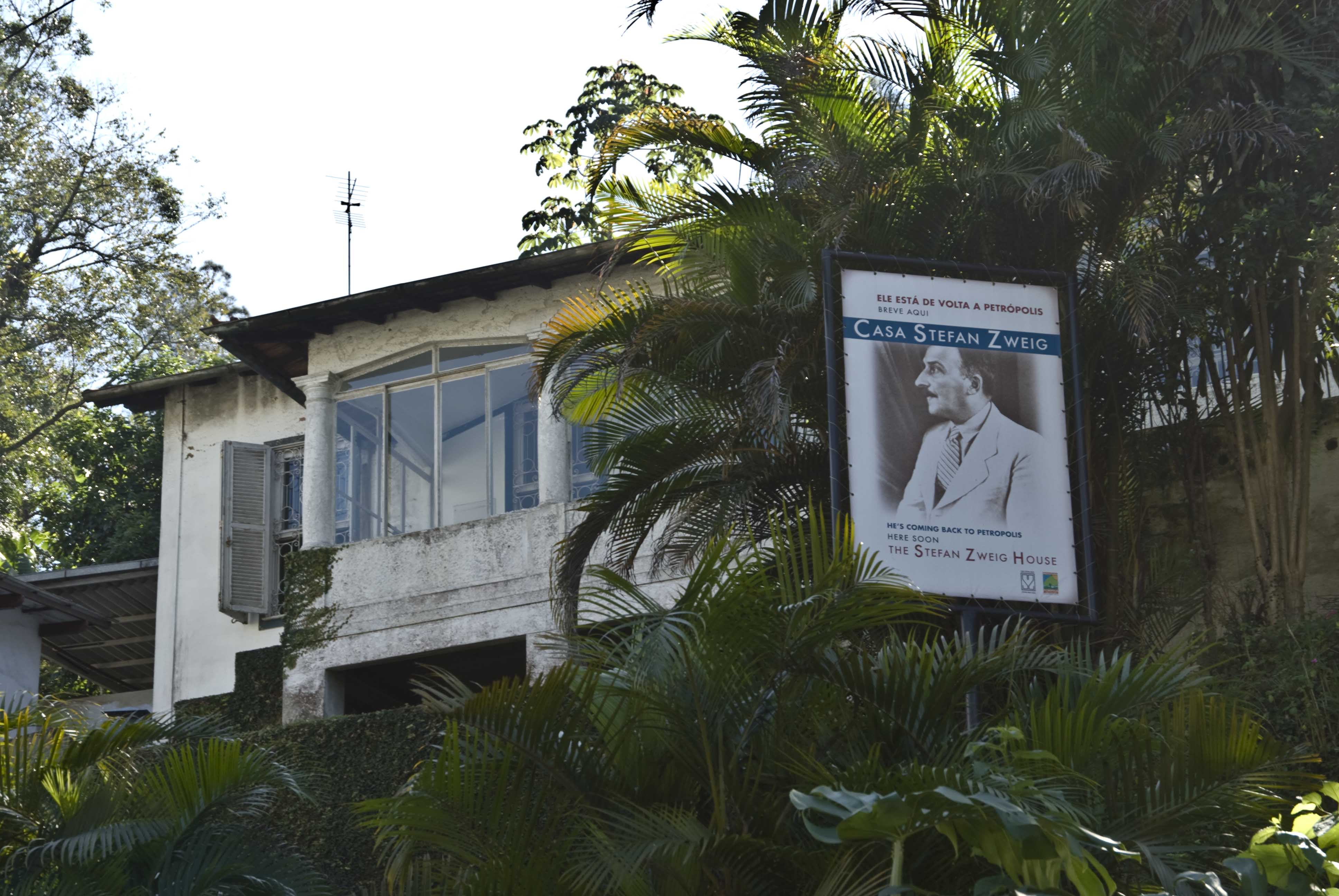
بيت ستيفان تسفايغ في بتروبوليس في البرازيل

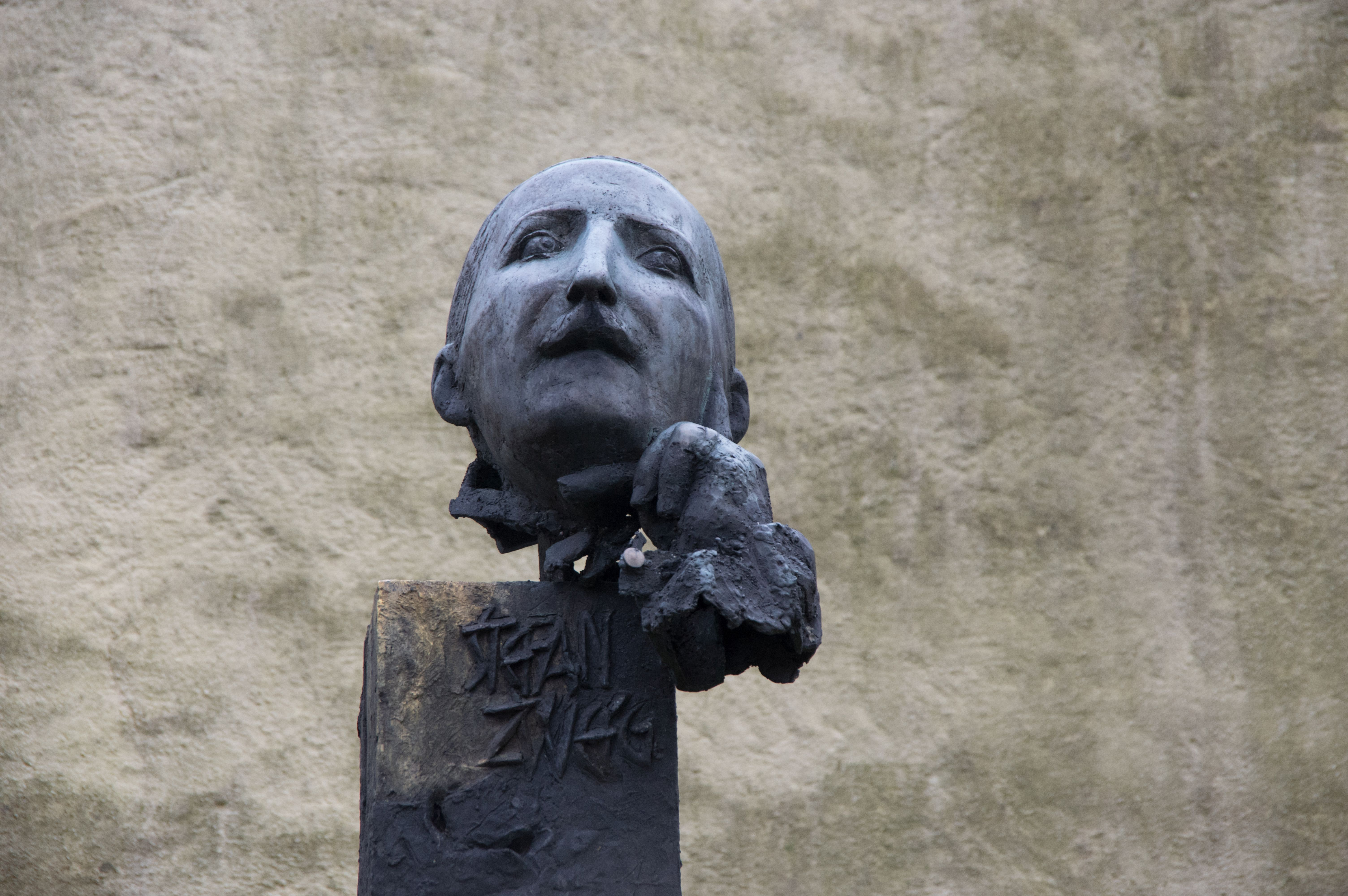
تمثال لشتيفان تسفايغ في مكان سكنه السابق في كابوتسينبيرغ في مدينة سالزبورغ في النمسا

"أعتقد أنه من الأفضل أن أختتم في الوقت المناسب وواقفًا حياة كان فيها العمل الفكري يعني أنقى فرح والحرية الشخصية أعلى قيمة على وجه الأرض". 
في 23 فبراير 1942، عثر على جثتي تسفايغ وزوجته متشابكتي الأيدي في منزلهما في مدينة بتروبوليس. وقد حول منزل عائلة تسفايغ في البرازيل لاحقا إلى مركز ثقافي يحمل اسمه (بالبرتغالية: Casa Stefan Zweig).

## مواقف سياسية وأدبية

### الهوية الأوروبية
خدم زفايج في أرشيف وزارة الحرب وأيد بكتاباته في صحيفة نويه فرايه بريسه جهود النمسا في الحرب العالمية الأولى وروج لدعاية الحرب الصادرة عن التاج النمساوي، وتظهر في مذكراته عدة مواضع يثني فيها على حوادث أسر أو قتل جنود العدو (على سبيل المثال يعلق على إعدام أعداد كبيرة من المواطنين ميدانيا بتهمة التجسس لصالح العدو بأن "ما تعفن بفعل القذارة يجب أن يكوي بالحديد الحار".) كما وصف الجنود الصرب بأنهم "قطعان"، وعبر عن الفخر بأنه ناطق بالالمانية عندما أسر آلاف الجنود الفرنسيين في ميتز. على النقيض يصور تسفايغ نفسه في سيرته الذاتية عالم الأمس في داعيةً السلام في وقت الحرب العالمية الأولى، ويدعي أنه رفض "المشاركة في تلك الافتراءات المسعورة ضد العدو"، ويؤكد أنه كان "وحيدا" بين أصدقائه المثقفين في موقفه ضد الحرب.
رأى تسفايغ في الوحدة الأوروبية الحل الوحيد لدرء خطر الحرب في المستقبل وللتصدي لخطر الحركات القومية الصاعدة، وتميز تصوره الوحدوي الأوروبي ببعد إنساني يتجاوز السياسي والاقتصادي ويستلهم دولة هابسبورغ العابرة للقوميات والأديان. يتفق تسفايغ مع يوزيف روت وجيمس جويس في اعتبار نموذج أوروبا الوسطى قبل الحرب العالمية الأولى طرحا مضادا للنموذج القومي البروسي الألماني، يربط بين الشعوب ويدعم الحياة المشتركة.

### اليهودية والصهيونية
لم يلعب الدين دورًا مركزيًا في تكوينه، ففي مقابلة صحفية يعلق تسفايغ على خلفيته اليهودية: "والدتي وأبي كانا يهوديين فقط من خلال حادث الولادة". ومع ذلك، لم ينكر تسفايغ يهوديته وكتب مرارًا وتكرارًا عن اليهود والمواضيع اليهودية، كما في قصته "بوخميندل"، كما ربطته صداقة بتيودور هرتزل، مؤسس الصهيونية، الذي تعرف إليه تسفايغ عندما كان لا يزال محررًا أدبيًا في صحيفة نويه فرايه برسه التي كانت آنذاك من أهم صحف فيينا، حيث وافق هرتزل على نشر بعض مقالات تسفايغ المبكرة. آمن تسفايغ بالأممية وبالهوية الأوروبية، كما توضح سيرته الذاتية " عالم الأمس" : "كنت متأكدًا في قلبي منذ البداية من هويتي بصفتي مواطنا عالميا". كما يشير الصحفي الإسرائيلي عاموس إيلون إلى أن تسفايغ قد وصف كتاب هرتزل " الدولة اليهودية" بأنه "نص فج، وقطعة من الهراء".

### التحليل النفسي
يعترف تسفايغ بأنه مدين للتحليل النفسي، إذ يشير في رسالة إلى فرويد بتاريخ 8 سبتمبر 1926، إلى ان "علم النفس هو أهم عمل في حياتي"، ويتابع موضحًا أن فرويد كان له تأثير كبير على كتاب مثل مارسيل بروست، ودي إتش لورانس، وجيمس جويس، حيث أعطاهم درسًا في "الشجاعة" وساعدهم على التغلب على حواجزهم الداخلية، ويقول لفرويد: "بفضلك، نرى أشياء كثيرة. - بفضلك نقول أشياء كثيرة لم نكن لنرى أو نقولها لولاك." ويرى أن السيرة الذاتية، على وجه الخصوص، أصبحت "أكثر وضوحًا وجرأة".

## أشهر أعماله
كتب دراسات تاريخية مسهبة تناولت سير المشاهير من السياسيين والأدباء من أمثال ليو تولستوي وأونوريه دي بلزاك، وتشارلز ديكنز، وفيودور دوستويفسكي وبلزاك ورومان رولان، وجوزيف فوشيه، وماري ستيوارت، وماري أنطوانيت، وإيراسموس روتردام، وفرديناند ماجلان. وتتناول هذه السير جوانب مختلفة من حياة وطبائع تلك الشخصيات وتميط ميط اللثام عن حقائق مجهولة أو شبه مجهولة عن حياتهم.صيتهم. كتب السير الذاتية، وغيرهم. ومن أشهل رواياته تشمل أشهر روايات زفايج رسالة من مجهولة (1922)، أموك (1922)، الخوف (1925)، ارتباك المشاعر (1927)، أربع وعشرون ساعة في حياة امرأة (1927)، الرواية النفسية، احذر من الشفقة، ولاعب الشطرنج، ولسر الحارق،. له أيضا سيرة ذاتية بعنوان «عالم الأمس» نشرت بعد انتحاره، وصف فيها الحياة في آخر أعوام الإمبراطورية النمساوية المجرية تحت حكم فرانز جوزيف الأول، ويعد هذه الكتاب من أشهر الكتب التي تناولت عن إمبراطورية هابسبورغ.
في وقت من الأوقات نُشرت أعماله باللغة الإنجليزية دون موافقته تحت الاسم المستعار "ستيفن برانش" (ترجمة انكليزية لاسم عائلته تسفايغ) عندما كانت المشاعر المعادية لألمانيا تتزايد.
أنجز تسفايغ سيرته الذاتية عالم الأمس في عام 1942، قبل يوم واحد من انتحاره، ويعد الكتاب وثيقة تاريخية عن وسط أوروبا تفاوتت استجابات النقاد لها بين الإشادة والرفض العدائي.، حيث ينقسم الرأي النقدي حول أعماله بشدة بين أولئك الذين يمتدحون إنسانيته وبساطته وأسلوبه الفعال، وأولئك الذين ينتقدون أسلوبه الأدبي باعتباره خفيفًا وسطحيًا.

## في السينما
ظهرت منذ عشرينات القرن العشرين عدة أعمال سنمائية قائمة على كتابات ستيفان تسفايغ، كما حظيت بعض قصصه مثل "آموك" بأكثر من إخراج سنمائي.
- 1924: المنزل على شاطئ البحر - فيلم ألماني صامت، ببطولة آستا نيلسن
- 1927: آموك - - فيلم صامت من إخراج كوتي ماريانشفيلي
- 1928: الخوف - فيلم ألماني صامت من إخراج هانس شتاينهوف، وبطولة إيلغا برينك وفيفيان غيبسون وغوستاف فروليش وهينري إدوارد
- 1931: أربع وعشرون ساعة من حياة امرأة - فيلم ألماني ببطولة هيني بورتن
- 1933: السر الحارق - فيلم ألماني من إخراج روبرت سيودماك وببطولة ألفريد أبيل
- 1934: آموك - فيلم من إخراج فيودور أوستيب
- 1938: ماري أنطوانيت - فيلم أمريكي من إخراج متروغولدن ماير، ويبطولة نورما شيرر وتايرون باور
- 1944: آموك - فيلم من إخراج أنطونيو موملبيت، ببطولة ماريا فيليكس
- 1946: قلب عديم الصبر - فيلم بريطاني من إخراج موريس إيلفي وببطولة ليلي بالمر وألبرت ليفين
- 1948: رسالة من مجهولة - إخراج ماكس أوفيلس
- 1951: العام المسروق - فيلم ألماني قائم على جزء من رواية لستيفان تسفايغ، من إخراج ويلفريد فراس، وببطولة إليزابيث هوبرات وأوسكار فيرنر
- 1954: الخوف - فيلم ألماني من إخراج روبرتو روسيليني وببطولة إنغرد بيرغمان وماتياس ويمان
- 1960: لاعب الشطرنج - فيلم ألماني من إخارج غيرد أوسفالد وببطولة كورد يورغنس وكلير بلوم
- 1968: أربع وعشرون ساعة من حياة امرأة - فيلم من إنتاج فرنسي ألماني، للمخرج الفرنسي دومينيك ديلوش، وبطولة دانييل داريو وروبرت هوفمان ورومينا باور - بسيناريو معدل تغير فيه زمن القصة وبعض شخوصها
- 1977: آموك - فيلم تشيكوسلوفاكي من إخراج مارتين هولو
- 1988: حارة شروق القمر (فيلم تلفزيوني)
- 1993: آموك - فيلم من إنتاج فرنسي برتغالي ألماني، ناطق بالألمانية والفرنسية، من إخراج جويل فارغيس، ببطولة فاني أردانت
- 2013: الوعد - فيلم من إنتاج فرنسي، ناطق بالإنكليزية، للمخرج باتريس لوكونت وببطولة ريبيكا هول وآلان ريكمان، بسيناريو قائم على قصة "رحلة إلى الماضي" التي نشرت بعد وفاة تسفايغ
- 2021: لاعب الشطرنج - فيلم من إنتاج نمساوي ألماني، للمخرج فيليب شتولتسل، ببطولة أوليفر ماسوتشي وبيرغيت مينيشماير

## ترجمات إلى العربية
1. لاعب الشطرنج (رواية)، ترجمة يحيى حقي، دار الكتاب الجديد، القاهرة، 1973
2. عالم الأمس، ترجمة عارف حديفة، دار المدى، دمشق، 2007، ISBN 9782843058905
3. التحول (رواية)،، ترجمة أشرف القرقني، مسكيلياني للنشر والتوزيع، تونس، 2020، ISBN 9789938241112
4. أربع وعشرون ساعة من حياة امرأة، ترجمة عمر عبد العزيز أمين، الدار القومية للطباعة والنشر، القاهرة، 1967
5. فوضي الاحاسيس (رواية)، ظهرت عدة ترجمات عربية لهذه الرواية بعناوين مختلفة، مثل التباس الأحاسيس، أو فوضى المشاعر، أحدثها ترجمة محمد بنعبود، المركز الثقافي العربي، 2018[37]
6. عنف الدكتاتورية، ترجمة فارس يواكيم، دار الفرت، بيروت، 2013[38]
7. رحلة إلى الماضي (رواية)، ترجمة اسكندر حمدان، دار المحيط للنشر، الفجيرة، 2023[39]
8. بلزاك (سيرة)، ترجمة محمد جديد، وزارة الثقافة السورية، دمشق، 2007
9. الخوف (رواية)، ترجمة أبو بكر العيادي، مسكيلياني للنشر والتوزيع، تونس، 2018، ISBN 9789938992755
10. الشرف (رواية)، ترجمة عمر عبد العزيز أمين، مطبعة روايات الجيب، القاهرة، 1944
11. رسالة من مجهولة / الحب الجنوني (قصتان)/ ترجمة انجيل عبود، دار طلاس، دمشق، 1983
12. الليلة العجيبة (مجموعة قصصية)، ترجمة وليد أحمد الفرفيشيي، مسكيلياني للنشر والتوزيع، تونس، 2020، ISBN 9789938240344
13. من يقطف ثمار التغيير (رواية)، العنوان الأصلي "انتصار ومأساة إيرازموس من نوتردام)، ترجمة فارس يواكيم، مسكيلياني للنشر والتوزيع، تونس، 2020، ISBN 9789938241372
14. ليو تولستوي (سيرة)، ترجمة قصي أتاسي وميشيل واكيم، دار طلاس، دمشق، 1984

## روابط خارجية
- شتيفان تسفايغ على موقع IMDb (الإنجليزية)
- شتيفان تسفايغ على موقع الموسوعة البريطانية (الإنجليزية)
- شتيفان تسفايغ على موقع مونزينجر (الألمانية)
- شتيفان تسفايغ على موقع قاعدة بيانات الأفلام العربية
- شتيفان تسفايغ على موقع ألو سيني (الفرنسية)
- شتيفان تسفايغ على موقع ميوزك برينز (الإنجليزية)
- شتيفان تسفايغ على موقع أول موفي (الإنجليزية)
- شتيفان تسفايغ على موقع قاعدة بيانات برودواي على الإنترنت (الإنجليزية)
- شتيفان تسفايغ على موقع قاعدة بيانات الأفلام السويدية (السويدية)
- شتيفان تسفايغ على موقع ديسكوغز (الإنجليزية)